# Julie Bonnevie-Svendsen
Julie Bonnevie-Svendsen (ur. 16 kwietnia 1987 w Nittedal) – norweska biathlonistka, brązowa medalistka mistrzostw świata juniorów. Zadebiutowała w biathlonie w rozgrywkach juniorskich w roku 2005.
Starty w Pucharze Świata rozpoczęła zawodami w Hochfilzen w roku 2007 zajmując 37. miejsce w biegu indywidualnym. Jej najlepszy dotychczasowy wynik w Pucharze świata to 8. miejsce w sprincie w Östersund w sezonie 2007/08.
Podczas Mistrzostw świata juniorów w roku 2005 w Lahti zajęła 37. miejsce w biegu indywidualnym, 10 w sprincie, 7 w biegu pościgowym oraz 6 w sztafecie. Na Mistrzostwach świata w roku 2006 w Presque Isle zajęła 4. miejsce w sprincie, 12 w biegu pościgowym i 4 w sztafecie. Na Mistrzostwach świata w roku 2007 w Martell-Val Martello zajęła 9. miejsce w biegu indywidualnym, 8 w sprincie, 6 w biegu pościgowym i zdobyła brązowy medal w sztafecie.
Na Mistrzostwach świata w roku 2008 w Östersund zajęła 8. miejsce w sprincie, 16 w biegu pościgowym, 24 w biegu masowym oraz 8 w sztafecie.
10 maja 2011 roku postanowiła zakończyć sportową karierę.

## Osiągnięcia

### Mistrzostwa Świata
| Rok  | Miejsce    | IN | SP | PU | MS | RL |
| 2008 | Östersund  |    | 8  | 16 | 24 | 8  |
| 2009 | Pjongczang |    | 32 | 49 |    |    |

### Mistrzostwa Świata Juniorów
| Rok  | Miejsce              | IN | SP | PU | MS | RL |
| 2006 | Presque Isle         |    | 4  | 12 |    | 4  |
| 2007 | Martell-Val Martello | 9  | 8  | 6  |    | 3  |

IN – bieg indywidualny, SP – sprint, PU – bieg pościgowy, MS – bieg ze startu wspólnego, RL – sztafeta

### Puchar Świata
| Sezon     | Miejsce |
| --------- | ------- |
| 2005/2006 | 64.     |
| 2007/2008 | 35.     |
| 2008/2009 | 25.     |